# Justus Weiler
Justus Weiler, auch Jobst Weiler (* 3. August 1585 in Berlin; bestattet am 30. Juli 1635 ebenda), war ein kurfürstlich-brandenburgischer Kriegsrat und Geheimer Sekretär.

## Leben
Justus Weiler war der älteste Sohn des Kaufmanns Leonhard Weiler, Bürgermeister von Berlin, und dessen Ehefrau Katharina Krappe, Tochter des Bürgermeisters, Tuchhändlers und Ratskämmerers Jobst Krappe und dessen Ehefrau Eva Döring. Schon im 12. Lebensjahr wurde er zusammen mit seinem Bruder Christian an der Universität Frankfurt (Oder) eingeschrieben. Er studierte auch in Wittenberg, Leipzig und Heidelberg und hielt sich nach dem Studium drei Jahre in Frankreich auf. Danach bereiste er Italien und England. Dann trat er in kurfürstlich brandenburgische Dienste, wurde 1619 Geheimsekretär, 1631 eines der drei Mitglieder des neu geschaffenen Kriegsrats, der dem Geheimen Rat zur Seite gestellt wurde, und Chef der Kriegskanzlei.

## Familie
Justus Weiler war zweimal verheiratet. 1613 heiratete er Margarethe Schönbeck (1596–1625), Tochter des Stendaler Bürgermeisters Bartholomäus Schönbeck (1548–1605) und der Margarethe Salzwedel. Aus dieser Ehe stammten die Kinder
- Katharina (1615–1658),
- Justus Heinrich († bald nach 1658),
- Leonhard Jakob (* 1619), 1658 Sekretär in der Regierung in Kolberg, und
- Christian (* 1621), 1656 Kapitän im Regiment von der Goltz, 1688 Obristleutnant und Kommandant von Breslau.

Nach dem Tod seiner ersten Ehefrau im Jahr 1625 heiratete er ein zweites Mal. Über diese Ehe gibt es widersprüchliche Angaben.